# Приватизація води
Приватизація води — скорочене позначення участі приватного сектора в наданні послуг водопостачання та водовідведення. Приватизація водних ресурсів має різноманітну історію, у якій її популярність і сприятливість змінювалися на ринку та політиці. Однією з поширених форм приватизації є державно-приватне партнерство (ДПП). ДПП дозволяють поєднувати державну та приватну власність та/або управління джерелами водопостачання та каналізації та інфраструктурою. Приватизація, як стверджують прихильники, може не тільки підвищити ефективність і якість послуг, але й збільшити фіскальні переваги. Для поточних систем приватизації існують різні форми регулювання.
Участь приватного сектора у водопостачанні та водовідведенні викликає суперечки. Прихильники участі приватного сектору стверджують, що це призвело до покращення ефективності та якості послуг комунальних підприємств. Стверджується, що це збільшило інвестиції та сприяло розширенню доступу. Вони згадують Манілу, Гуаякіль в Еквадорі, Бухарест, кілька міст у Колумбії та Марокко, а також як історії успіху Кот-д'Івуар і Сенегал. Критики, однак, стверджують, що участь приватного сектору призвела до підвищення тарифів, а приватизовані системи водопостачання несумісні із забезпеченням міжнародного права людини на воду, з переконанням, що державне водопостачання більше не буде державним. Перервана приватизація в Кочабамбі, Болівія, і Дар-ес-Саламі, Танзанія, а також приватні системи водопостачання в Джакарті та Берліні, виділяються як невдалі. У 2019 році Австрія своєю конституцією заборонила приватизацію водопостачання. Приватизацію води в Буенос-Айресі, Аргентині та Англії згадують як прихильники, так і противники, кожен наголошуючи на різних аспектах цих випадків.
Цифри, що описують доступність води з приватного сектору, також демонструють суперечливість приватних джерел води: одне джерело стверджує, що 909 мільйонів людей обслуговувалися «приватними гравцями» у 2011 році у всьому світі, порівняно з 681 мільйоном людей у 2007 році. Ця цифра включає людей, які обслуговуються державними компаніями, які лише передали приватному сектору фінансування, будівництво та експлуатацію частини своїх активів, таких як водопостачання чи очисні споруди. За оцінками Світового банку, кількість міського населення, яке безпосередньо обслуговується приватними водопровідними операторами в країнах, що розвиваються, була значно нижчою — 170 мільйонів у 2007 році. Серед них лише близько 15 мільйонів людей, які живуть у Чилі, обслуговуються приватними комунальними службами. Приватні, але державні компанії обслуговують решту за договорами концесії, оренди та управління.

## Історія

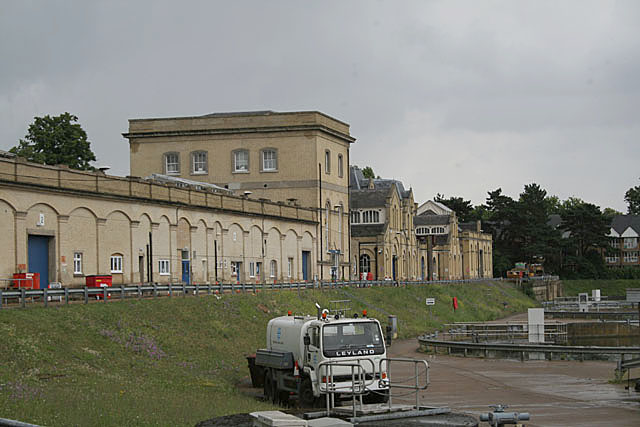
Водопровідні споруди Гемптона, що обслуговують Лондон, були частиною активів, проданих у 1989 році в рамках приватизації водопостачання в Англії.

Приватні водопровідні підприємства були поширені в Європі, Сполучених Штатах і Латинській Америці в середині та наприкінці ХІХ століття. Їх значення поступово зникало до початку ХХ століття, оскільки вони виявилися нездатними розширити доступ, а державні комунальні послуги зміцнилися. Другий світовий світанок приватних водопровідних підприємств відбувся на початку 1990-х років після приватизації Тетчер в Англії та Вельзі, падіння комунізму та наступного глобального акценту на політиці вільного ринку. через умови кредитування важливу роль у цьому процесі відіграли Світовий банк і Міжнародний валютний фонд.
В Англії та Вельзі поява перших приватних водопровідних компаній відноситься до XVII століття. У 1820 році в Лондоні діяло шість приватних водопровідних компаній. Проте частка ринку приватних водопровідних компаній у Лондоні знизилася з 40 % у 1860 році до 10 % у 1900 році. У 1980-х роках їх частка по всій Англії та Вельзу становила близько 25 %. Ситуація повністю змінилася в 1989 році, коли консервативний уряд Маргарет Тетчер приватизував усі державні водопровідні та каналізаційні компанії в Англії та Вельзі. У Шотландії органи місцевого самоврядування, де домінувала Лейбористська партія, зберігали системи водопостачання в державній власності.

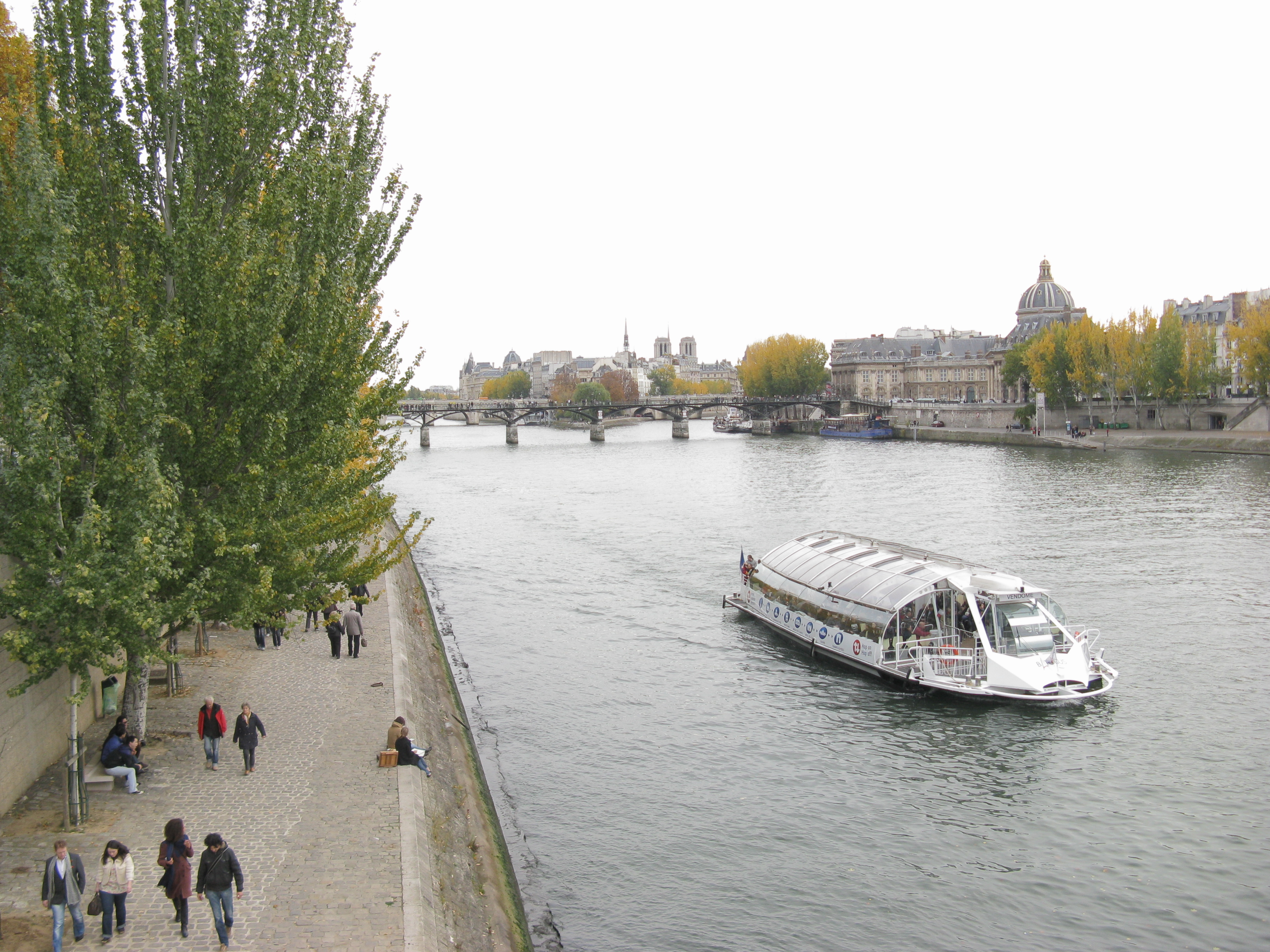
З 1985 по 2010 рік водопостачанням Парижа керували дві приватні компанії, кожна з яких обслуговувала одну половину міста.

Тим часом водний сектор у Франції завжди характеризувався співіснуванням державного та приватного управління, причому їх відповідні частки коливалися з часом. Дві найбільші приватні компанії: Veolia Environnement, раніше Compagnie Générale des Eaux, а потім Vivendi Environnement, і Suez Environnement, раніше Lyonnaise des Eaux, а потім Ondeo. Compagnie Générale des Eaux була заснована в 1853 році, а Lyonnaise des Eaux — в 1880 році. Наприкінці ХІХ століття муніципальні органи влади, незадоволені високими тарифами та відсутністю розширення мереж до бідних районів, не відновили приватні концесії та створили натомість муніципальні комунальні підприємства. У 1936 році частка приватних водопровідних операторів знизилася до 17 %. За новою моделлю частка приватного сектора поступово зросла до 32 % у 1954 році, 50 % у 1975 році та 80 % у 2000 році. Замість концесійних контрактів, які передавали відповідальність за фінансування інвестицій приватній компанії, за новими договорами оренди (affermages) приватний оператор відповідав лише за експлуатацію та технічне обслуговування, тоді як основні інвестиції стали відповідальністю муніципалітетів. Французькі водопровідні компанії також уникли націоналізації після війни та пізніше за президента Франсуа Міттерана, оскільки центральний уряд не хотів втручатися в автономію муніципалітетів і не бажав фінансувати великі інвестиції. Водопостачання Парижа приватизовано в 1985 році, коли консервативний мер уклав два контракти на оренду, кожен з яких охоплював одну половину міста. У 2010 році мер-соціаліст повторно муніципалізував систему водопостачання французької столиці.

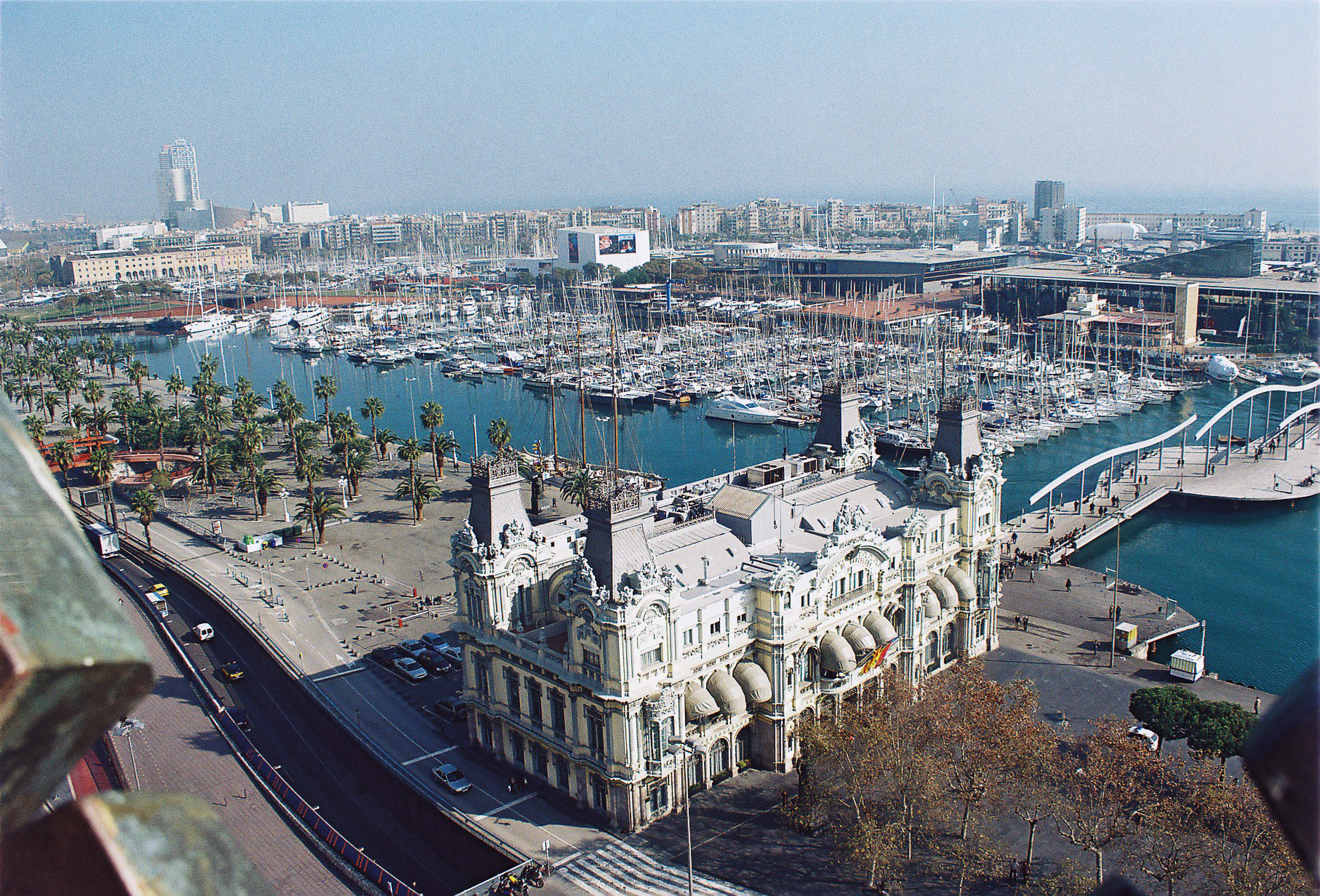
Водопостачанням Барселони з 1867 року керує приватна компанія Aguas de Barcelona.

В Іспанії приватні водопровідні компанії зберегли свої позиції, змінивши світову тенденцію кінця ХІХ та початку ХХ століття. Найбільшою приватною водопровідною компанією в Іспанії є Aguas de Barcelona. Спочатку створена французькими та бельгійськими інвесторами, у 1920 році вона була продана іспанським інвесторам, щоб поступово повернутися під контроль Франції на початку ХХІ століття.
У 1852 році Британська приватна водопровідна компанія у Німеччині створила першу систему водопостачання та очисні споруди в Берліні, але місто, незадоволене відсутністю інвестицій, зокрема в каналізацію, у 1873 році скасувало контракт. У 1887 році створено Gelsenwasser, який залишається важливим регіональним постачальником води в Рурському окрузі. У водному секторі Німеччини завжди домінували муніципальні комунальні підприємства. Попри це система водопостачання Берліна була частково приватизована в 1999 році з фінансових причин.
У Сполучених Штатах у 1850 році 60 % водопровідних систем були у приватній власності. Однак у 1924 році ця частка знизилася до 30 %. Станом на 2010 рік 2000 водопровідних і каналізаційних об'єктів у США експлуатувалися в рамках державно-приватного партнерства, спільними зусиллями приватної групи та муніципалітету, в якому вона діяла.
За часів Піночета у Чилі прийняла Конституцію 1980 року, включаючи закони про воду, які є основою систем водопостачання Чилі. Крім того, уряд прийняв Водний кодекс 1981 року, правовий режим, який вирішив усунути участь уряду в контролі водної системи та дозволити громадянам володіти правами на експлуатацію водних ресурсів. Встановивши цей Водний кодекс, уряд Чилі домігся приватизації води, і цей режим діє досі. Сьогодні уряд скоротив свої повноваження в управлінні водними ресурсами; тому 90 % питної води в Чилі контролюється транснаціональними корпораціями. Однак ця водна система викликає дисбаланс у розподілі водних прав Чилі. Наприклад, оскільки Водний кодекс дозволяє компаніям використовувати водні ресурси, 71 % водних ресурсів Чилі використовується для зрошення, що еквівалентно річному споживанню 243 мільйонів домогосподарств. Нерівномірний розподіл прав на воду призводить до дефіциту водних ресурсів чилійських громадян, особливо під час посухи.

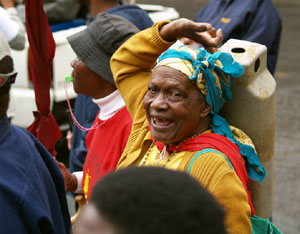
Демонстрація в Йоганнесбурзі проти приватизації води, грудень 2008 року

Європейські та місцеві приватні водопровідні компанії розширили свою діяльність у Латинській Америці, Африці та Азії в другій половині ХІХ століття, тоді як їхнє значення в Європі знизилося. В Уругваї з 1867 по 1950 рік водопостачання було приватним; у Буенос-Айресі, Аргентина, протягом короткого періоду з 1887 по 1891 рік і знову з 1993 по 2006 рік; в Каїрі та Олександрії, Єгипет, з 1867 по 1956; у Бейруті, Ліван, з ХІХ століття до 1951 року; у Шанхаї, Китай, з 1875 по 1949; у Касабланці, Марокко, з 1914 по 1962 рік, а потім знову після 1997 року; у Сенегалі до 1971 року, а потім знову після 1996 року; і в Кот-д'Івуарі з колоніальних часів до сьогодні без перерви.
У Центральній та Східній Європі наприкінці 1990-х років приватні компанії розширилися, особливо в Болгарії, Чехії, Угорщині та Румунії.
Однак деякі приватизації води зазнали невдачі, особливо в 2000 році в Кочабамбі, Болівія, що проклало шлях для нового прагматизму та зменшення уваги до приватизації, а в 2019 році Австрія заборонила приватизацію водопостачання своєю конституцією.

## Форми приватизації
Загалом, існують дві форми участі приватного сектора у водопостачанні та водовідведенні. При повній приватизації активи назавжди продаються приватному інвестору. У державно-приватному партнерстві право власності на активи залишається державним, і лише певні функції делегуються приватній компанії на певний період. Повна приватизація водопостачання та каналізації сьогодні є винятком, обмежена Англією, Чилі та деякими містами Сполучених Штатів. Державно-приватне партнерство (ДПП) є сьогодні найпоширенішою формою участі приватного сектора у водопостачанні та водовідведенні.
Три найпоширеніші форми ДПП у порядку зростання відповідальності приватного партнера:
- контракт на управління, згідно з яким приватний оператор несе відповідальність лише за роботу системи в обмін на плату, яка певною мірою залежить від продуктивності. Інвестиції фінансуються та здійснюються державним сектором. Тривалість зазвичай становить 4-7 років.
- договір оренди, за яким активи передаються в оренду приватному оператору, який отримує частку доходу. Таким чином, він зазвичай несе більший комерційний ризик, ніж контракт на управління. Інвестиції повністю або переважно фінансуються та здійснюються державним сектором. Тривалість зазвичай становить 10-15 років.
- компанія зі змішаною формою власності, в якій приватний інвестор отримує міноритарну частку у водопровідній компанії, а повну відповідальність за управління покладено на приватного партнера.
- концесія, згідно з якою приватний оператор відповідає за роботу всієї системи. Інвестиції в основному або повністю фінансуються та здійснюються приватним оператором. Тривалість зазвичай становить 20-30 років.

Концесії є найпоширенішою формою ДПП у сфері водопостачання та водовідведення. За ними слідують договори оренди, також звані affermages, які найчастіше використовуються у Франції та франкомовній Західній Африці. Контракти на управління використовуються, зокрема, в Саудівській Аравії, Алжирі та Вірменії. Компанії зі змішаною формою власності найбільш поширені в Іспанії, Колумбії та Мексиці.
Концесія на будівництво нового заводу називається контрактом «будівництво-експлуатація-передача» (БЕП). За контрактом BOT приватний оператор підписує угоду з комунальним підприємством, яке купує очищену воду або послуги з очищення стічних вод.

## Мотиви
Мотиви для приватизації води варіюються від одного випадку до іншого, і вони часто визначають, який спосіб приватизації буде обрано: договори на управління та оренду використовуються для підвищення ефективності та покращення якості послуг, тоді як продаж активів і концесії в першу чергу спрямовані на зменшення фінансового тягаря або на розширення доступу. Ідеологічні мотиви та зовнішні впливи також відіграють важливу роль: ринково-ліберальна ідеологія надає перевагу приватизації, ліві ідеології виступають проти, а консерватори та центристи знаходяться між ними, часто ґрунтуючись на місцевих і бізнес-налаштованих міркуваннях. Зазвичай об'єднують декілька з перерахованих вище мотивів.

### Підвищення ефективності та покращення якості обслуговування
Дехто розглядає приватизацію води як рішення для покращення погано керованих систем комунального водопостачання. Симптоми поганого управління можуть включати низьку оплату рахунків за воду, великі втрати води (відомі як неоплачувана вода) і переривчасте водопостачання, яке іноді триває лише кілька годин на день або кілька днів на тиждень. В Алжирі, Саудівській Аравії, Колумбії та Кубі підвищення ефективності та покращення якості послуг були головними мотивами приватизації води. У цих випадках аргумент щодо приватизації води ґрунтується на переконанні, що, прийнявши ринковий підхід до управління водою, постачальник послуг буде стимулюватись прибутком для підвищення ефективності та покращення якості послуг. Деякі критики стверджують, що це переконання є помилковим, оскільки сектор водопостачання зазвичай монополізований однією приватною компанією. Вони стверджують, що це протидіє багатьом перевагам, пов'язаним з ринковою економікою, оскільки без конкуренції між кількома підприємствами, що надають послуги водопостачання, ніщо не може знизити ціни та підвищити рівень ефективності.

### Зовнішні впливи
Зовнішні впливи, такі як Світовий банк і Міжнародний валютний фонд (МВФ), часто відіграють роль у рішенні урядів щодо приватизації води, як це було у Болівії та в кількох африканських країнах. Цей вплив може мати форму програм структурної перебудови, за якими позика на розвиток надається за умови, що країна-одержувач приватизує свою систему водопостачання. Інші організації з надання допомоги також підтримали приватизацію води. До них належать Міжамериканський банк розвитку (наприклад, в Еквадорі, Колумбії та Гондурасі), Азійський банк розвитку (наприклад, у Китаї), Європейський банк реконструкції та розвитку у Східній Європі, Німецьке співробітництво в галузі розвитку через KfW (наприклад, у Албанія, Вірменія, Йорданія та Перу), французьке співробітництво з питань розвитку (наприклад, у Сенегалі) та британське співробітництво з питань розвитку (наприклад, у Танзанії та Гаяні). Критики стверджують, що ці зовнішні впливи є проблематичними, і стверджують, що вплив на приватизацію води є частиною більш широкого руху західних держав, які нав'язують неолібералізм країнам Глобального Півдня. У Великій Британії кампанію проти підтримки приватизації води через допомогу з Великої Британії проводив Всесвітній рух розвитку.

### Фінансові мотиви
У деяких випадках, де доступ уже є універсальним, а якість послуг хороша, домінують фінансові мотиви, як це було у Берліні, Німеччина та Чилі. У 1999 році в Берліні уряд землі продав 49,9 % акцій свого підприємства водопостачання за 1,69 мільярда євро в обмін на гарантований прибуток для приватних акціонерів у розмірі процентної ставки за 10-річними державними облігаціями плюс 2 відсотки, як зазначено в контракті. яка була конфіденційною, поки уряд штату не був змушений через референдум оприлюднити її. У результаті тарифи зросли (лише на 15 % у 2004 році), а доходи державного уряду від компанії зменшилися порівняно з ситуацією до приватизації (168 мільйонів євро прибутку для держави у 1997 році порівняно з 10 мільйонами євро збитків у 2003 році). У Чилі, де до приватизації не існувало жодних очисних споруд, бажання уряду профінансувати їх будівництво поза бюджетом спонукало до приватизації в 1998 році.
Фінансові мотиви для приватизації води також поширені в країнах, де доступ до води та якість послуг є поганими. У містах із нетрями, які швидко зростають, уряду дуже дорого розширювати інфраструктуру системи водопостачання відповідно до темпів зростання населення. Крім того, підтримання належного стану старої інфраструктури також є дорогим. Таким чином, якщо значна частина державних коштів не буде спрямована на утримання, труби та очисні споруди можуть прийти в непридатність. Для деяких країн витрати на управління системою комунального водопостачання стають непідйомними. У цих випадках приватизацію можна розглядати як можливе рішення для урядів щодо залучення національних і міжнародних приватних інвестицій.

## Поширеність

### Поширеність державно-приватного партнерства

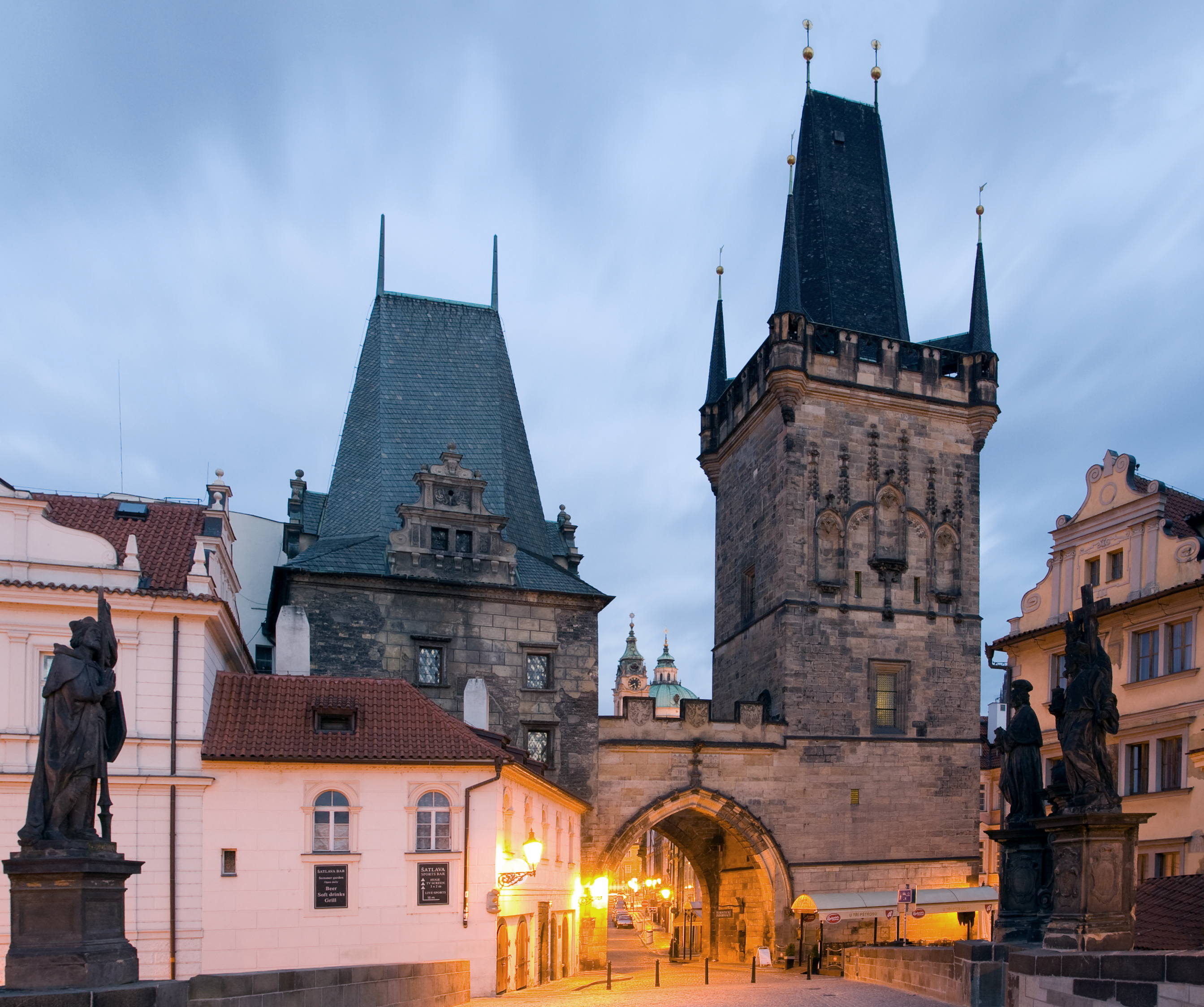
Прага — одне з багатьох міст, водопостачанням яких займається приватна компанія

Існують дуже різні оцінки кількості людей, які обслуговуються приватними водопровідними компаніями. За оцінками Світового банку, станом на 2007 рік близько 270 мільйонів людей отримували воду від приватних компаній у понад 40 країнах, у тому числі близько 160 мільйонів у розвинених країнах і 110 мільйонів у країнах, що розвиваються. Однак звіт не включав оцінки кількості людей, які обслуговуються приватними компаніями з боку каналізації. Водний щорічник Pinsent Masons використовує ширше визначення, включаючи також послуги водовідведення. Що ще важливіше, він також включає випадки, коли водоочисними спорудами керує приватна компанія від імені комунального підприємства, що перебуває у державній власності та керує ним і обслуговує кінцевого споживача. На основі цього ширшого визначення та беручи до уваги зростання як населення, так і приватизації води між 2007 і 2011 роками, згідно з оцінками 909 мільйонів у 62 країнах або 13 % населення світу в тій чи іншій формі обслуговувались приватним сектором. Це включає 309 мільйонів людей у Китаї, 61 мільйон у США, 60 мільйонів у Бразилії, 46 мільйонів у Франції, 23 мільйони в Іспанії, 15 мільйонів в Індії та 14 мільйонів у Росії. В Англії та Вельзі все населення в 55 мільйонів обслуговується приватними компаніями. Крім того, у Чилі, Чехії, Вірменії та трьох африканських країнах — Кот-д'Івуарі, Габоні та Сенегалі — приватні компанії надають послуги з водопостачання всьому міському населенню. В Угорщині вони обслуговують майже половину населення. В Алжирі, Колумбії, Німеччині, Італії, Малайзії, Мексиці, Марокко, Польщі та Південній Африці менше половини населення обслуговується приватними компаніями. На Філіппінах, в Індонезії, Болгарії, Естонії та на Кубі приватні водопровідні компанії обслуговують лише столицю. 24 країни, такі як Аргентина, Болівія та ряд невеликих країн, таких як Гаяна, Гана чи Центральноафриканська Республіка, повернулися до державного управління станом на 2009 рік. Однак 84 відсотки контрактів, укладених переважно в 1990-х роках, все ще були діючими. З іншого боку, у багатьох країнах, таких як Японія, Канада, Єгипет, Пакистан чи Скандинавія, немає приватних водопровідних компаній. Нікарагуа, Нідерланди та Уругвай навіть ухвалили закони про заборону приватизації води. В Італії в червні 2011 року на референдумі переважна більшість італійців скасувала закон про приватизацію води. У 2019 році місто Балтимор, штат Меріленд, стало першим великим містом у Сполучених Штатах, яке заборонило приватизацію води.
У звіті Світового банку наведено такі приклади успішного державно-приватного партнерства в країнах, що розвиваються: повна приватизація в Чилі; змішані компанії в Колумбії; концесії в Гуаякілі в Еквадорі, Бразилії, Аргентині, Східній Манілі на Філіппінах, Марокко та Габун; і договори оренди в Кот-д'Івуарі, Сенегалі та Єревані у Вірменії.

### Малі оператори: інший приватний сектор

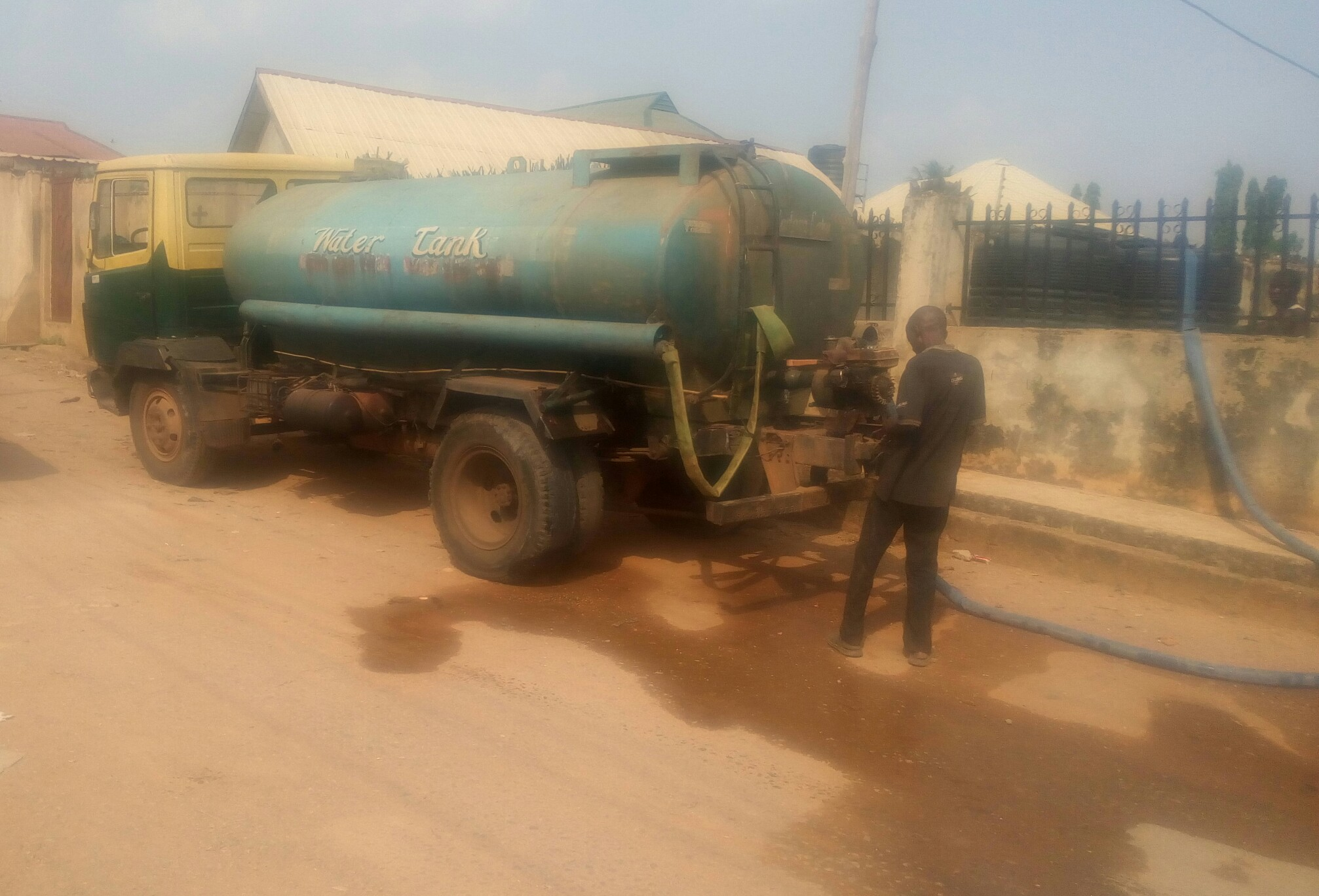
Невеликий приватний оператор, який використовує цистерну для роздачі води

Крім приватизації водопостачання, яка передбачає договірні відносини між урядом і офіційно створеними великими компаніями, існує також «інший приватний сектор» у водопостачанні, який складається з дрібних, часто неформальних місцевих операторів. Вони існують у більшості міст Глобального Півдня і іноді забезпечують водою велику частину населення міста. Наприклад, дослідження шести країн Латинської Америки показало, що вони забезпечують водою 25 % населення семи міст. В Африці вони обслуговують приблизно 50 % міського населення. В основному вони працюють у нетрях, обслуговуючи людей, до яких не звертає уваги міська влада. Багато дрібних водопровідних операторів постачають воду за допомогою цистерн або гужових візків. Інші експлуатують водорозподільні мережі, що живляться з колодязів, як це відбувається в Асунсьоні, Парагвай, і в Сані, Ємен. Малі оператори можуть належати окремим підприємцям або можуть мати форму кооперативів, як у Гондурасі. Малі оператори не завжди дотримуються технічних норм і якості води, яку вони надають, або їхні тарифи часто не регулюються. Найчастіше їхні тарифи значно вищі, ніж у водоканалів. Це можна пояснити або отриманням прибутку, або просто високими транспортними витратами, витраченими під час розподілу води. Зазвичай їм бракує капіталу для подальшого розширення своєї мережі. Однак у кількох пілотних випадках — наприклад, у Кенії, Уганді, Камбоджі та В'єтнамі — міжнародні агенції з надання допомоги надали їм гранти для розширення доступу, часто у формі допомоги на основі результатів.

## Вибір приватних операторів
Приватні компанії, як правило, обираються за допомогою міжнародних конкурсних торгів і мають продемонструвати попередній досвід. Вибір здійснюється або через поєднання ціни та якості, або виключно на основі ціни. У випадку контракту на управління ціною є комісія за управління (фіксована комісія плюс комісія на основі результатів); у разі оренди — це орендна плата за одиницю проданої води; у концесії це тариф на воду; а при продажу активів це ціна, сплачена за компанію. У деяких випадках — наприклад, у Касабланці в 1997 році та в Джакарті в 1998 році — приватні компанії були обрані шляхом прямих переговорів без конкурсних торгів. В інших випадках — наприклад, у Картахені (Колумбія) у 1995 році, Кочабамбі (Болівія) у 1999 році та Гуаякілі (Еквадор) у 2000 році — була подана лише одна пропозиція. Якщо агенції з допомоги розвитку беруть участь у прямому фінансуванні участі приватного сектора, вони систематично вимагають конкурсних торгів. Однак у деяких випадках, наприклад у Тімішоарі, Румунія, Європейський банк реконструкції та розвитку фінансував паралельні інвестиції, тоді як концесія була видана урядом після прямих переговорів.

## Форми регулювання
Будучи монополістами, усі підприємства водопостачання — державні чи приватні — потребують регулювання щодо затвердження тарифів, якості послуг, екологічної відповідності та інших аспектів. Усвідомлення необхідності регулювання зазвичай суттєво зростає, коли залучаються приватні оператори, орієнтовані на отримання прибутку: моніторинг ефективності як приватного, так і державного партнера, застосування санкцій у разі недотримання вимог та вирішення спорів стають особливо важливими. Регуляторні завдання залежать від форми участі приватного сектору: згідно з контрактом на управління моніторинг досягнення стандартів ефективності, від якого залежить винагорода приватної компанії, як правило, здійснюється незалежною консалтинговою фірмою. За концесійним контрактом або у випадку продажу активів, регулювання тарифів через регулюючий орган або уряд є ключовою функцією регулювання. Водні концесії часто переглядаються, що часто призводить до кращих умов для приватної компанії. Наприклад, переговори про концесії в Буенос-Айресі та Манілі призвели до зниження інвестиційних вимог, підвищення тарифів та індексації тарифів відповідно до обмінного курсу до долара США. Якість і потужність регулювання є важливим фактором, який впливає на те, провалиться чи вдасться приватизація води. Завдання, форма та повноваження державних установ, відповідальних за регулювання, значно відрізняються між країнами.
У всьому світі регулювання діяльності приватних водопровідних компаній здійснюється такими типами державних установ або, іноді, їх комбінацією.
| Тип суб'єкта, який відповідає за регулювання приватних постачальників води                             | Приклади |
| --- | --- |
| Муніципалітет або об'єднання менших муніципалітетів                                                    | Франції та Іспанії |
| Спеціалізований орган на рівні міста, створений для регулювання єдиного договору                       | Гуаякіль, Еквадор; Сан-Педро-Сула, Гондурас; Джакарта, Індонезія (з певним контролем національного уряду в останньому випадку); Маніла, Філіппіни; раніше в Буенос-Айресі, Аргентина |
| Спеціалізований регуляторний орган на надмуніципальному субнаціональному рівні                         | Комісії з комунальних послуг у штатах США; деякі штати Бразилії |
| Спеціалізований регуляторний орган, створений на постійній основі відповідно до закону на рівні країни | OFWAT в Англії; Водне управління SISS у Чилі; Комісія з регулювання водних ресурсів CRA в Колумбії                                                                                   |
| Спеціалізований підрозділ у міністерстві, створений тимчасово наказом                                  | Міністерство води в Йорданії |
| Міністерський відділ                                                                                   | Міністерство внутрішніх справ Марокко |

## Приклади приватизації
Найвідоміші приклади приватизації води наприкінці ХХ сторіччя — це приватизація в Англії за Маргарет Тетчер, концесії в Манілі та Буенос-Айресі, а також невдала приватизація в Кочабамбі, Болівія, яка стала символом боротьби з глобалізацією. Менш відома, але не менш актуальна приватизація води в інших країнах, наприклад у Колумбії.

### Франція
Приватні водопровідні компанії відігравали домінуючу роль у Франції вже понад століття. Приватні водопровідні компанії (Veolia Water, Suez Environnement і менші компанії, такі як Saur) контролюють 60 відсотків водного ринку Франції. Veolia та Suez є найбільшими у світі приватними міжнародними компаніями водопостачання та водовідведення.
Приватизація водних ресурсів у Франції тривала ще до 1800-х років, але лише нещодавно, приблизно в 1960-х роках, вона зросла в розмірах і потужності. За 20 років між 1950-ми та 1970-ми роками, за оцінками, приватний сектор водопостачання збільшив свою частку постачання питної води щонайменше на 20 %, ця цифра зросла приблизно до 75 % в даний час. Зараз водопровід належить трьом великим компаніям. У 3600 місцевих муніципалітетах у Франції кожен з них має повноваження вирішувати, публікувати чи приватизувати питну воду чи ні, а також диктувати умови контракту.
Фінансування французьких водних агентств повністю здійснюється ними самими. Це означає, що ці компанії самофінансуються. Важко оцінити загальний дохід, але з 1992 по 1996 рік ці водні агентства отримали близько 81 мільярда французьких франків. Цей великий фонд в основному використовується для розширення та підтримки державних і приватних водних проектів. Ця модель, хоч і дуже прибуткова, не має економічного регулювання через погану логістику. Це проблема, яка знаходиться в процесі вирішення шляхом впровадження чіткого та чітко визначеного контракту між водними агентствами та підрядниками, які будують інфраструктуру.

### Англії та Вельзу
В Англії та Вельзі тарифи на воду та прибутки значно зросли після приватизації в 1989 році, але інвестиції також зросли, а якість води в річках покращилася. Протягом перших дев'яти років після приватизації тарифи зросли на 46 % з урахуванням інфляції. За перші вісім років операційний прибуток зріс більш ніж удвічі (+142 %). З іншого боку, приватизація збільшила інвестиції: за шість років після приватизації компанії інвестували 17 мільярдів фунтів стерлінгів порівняно з 9,3 мільярда фунтів стерлінгів за шість років до приватизації. Це також призвело до відповідності суворим стандартам питної води та призвело до вищої якості річкової води. Згідно з даними OFWAT, економічного регулятора водопровідних і каналізаційних компаній Англії та Уельсу, з початку 1990-х до 2010 року тиск у мережі значно покращився, перебої в постачанні стали менш частими, реагування на скарги покращилось і витоки зменшили.
У 1980-х роках еліта здебільшого вважала, що держава не розбудовує інфраструктуру для водопостачання таким чином, щоб забезпечити належне зростання економіки. З цієї причини потужні економічні та політичні лідери намагаються зробити воду приватною комунальною послугою. Останнім часом всі приватизовані системи водопостачання проходять повну реструктуризацію. Невеликі водопровідні компанії у Великій Британії також були придбані транснаціональними компаніями зі Сполучених Штатів, Франції та Шотландії. Виявилося, що приватні компанії мають проблеми з якістю води, забрудненням навколишнього середовища, управлінням стічними водами, витоками та логістичними помилками.

### Маніла, Філіппіни

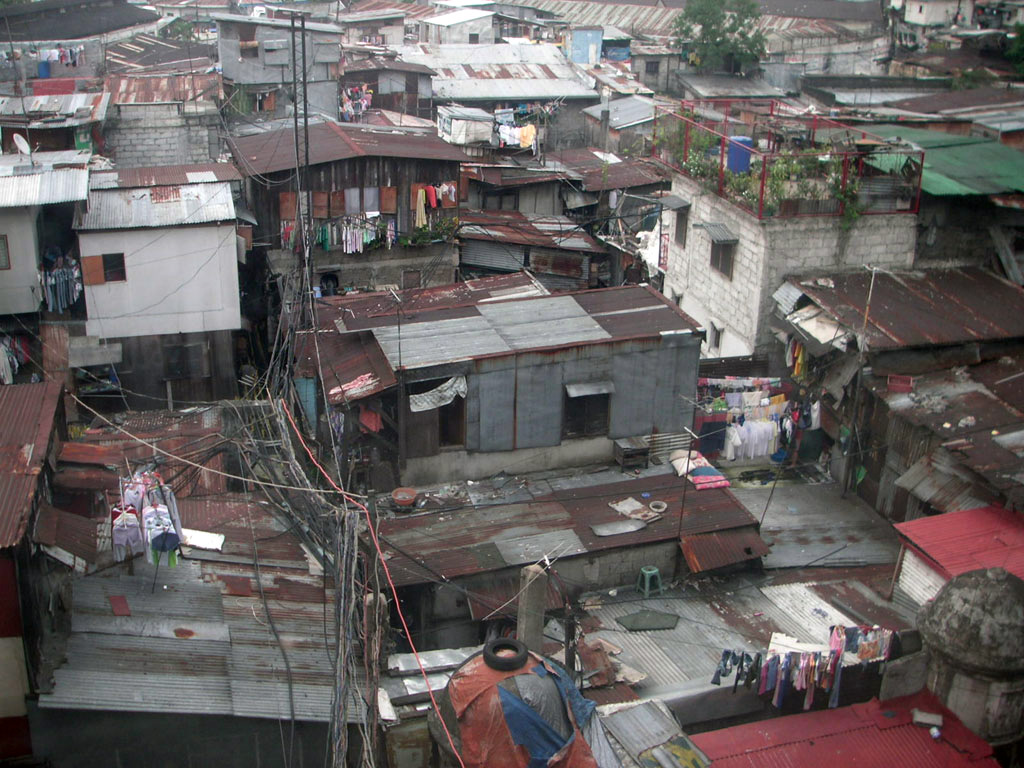
Приватні компанії, що постачають воду в Манілі, розширили доступ до водопостачання для бідних, які живуть у нетрях.

Приватизація води в Манілі почалася в 1997 році з укладення двох концесійних контрактів на східну та західну половини метро Маніла. Концесії представляють найбільше населення, яке обслуговується приватними операторами в країнах, що розвиваються. Станом на 2010 рік концесія у Східній Манілі є дуже успішною та призвела до значного покращення доступу, якості послуг та ефективності: населення, яке обслуговується, зросло більш ніж удвічі з 3 у 1997 році до 6,1 мільйона у 2009 році, частка споживачів із безперервним водопостачанням зросла з 26 % до більш ніж 98 %, а недоотримана вода знизилася з 63 % до 16 %. Концесія в Західній Манілі провалилася, коли компанія Maynilad збанкрутувала в 2003 році. Його продали новим інвесторам у 2007 році, і з того часу продуктивність покращилася. Частка населення, яке має доступ до водопроводу в Західній Манілі, зросла з 67 % у 1997 році до 86 % у 2006 році, а частка споживачів, які користуються цілодобовим водопостачанням, зросла з 32 % у 2007 році до 71 % на початку 2011.

### Аргентина
Приватизація води в Аргентині почалася в 1992 році за уряду Карлоса Менема як частина однієї з найбільших у світі програм приватизації. Концесії були підписані в 28 % муніципалітетів країни, що охоплюють 60 % населення, в тому числі в 1993 році для столичного району Буенос-Айреса. Після економічної кризи 2001 року за уряду Нестора Кіршнера майже всі концесії були припинені, включно з Буенос-Айресом у 2006 році. Вплив концесії залишається суперечливим. Уряд і критики стверджують, що концесіонер не досяг цілей, встановлених у концесійному контракті щодо розширення доступу, інвестицій та якості послуг. Прихильники визнають, що цілі не були досягнуті, але стверджують, що заморожування тарифів під час девальвації песо під час економічної кризи в Аргентині в 2001 році порушило договір і, таким чином, унеможливило досягнення початкових цілей. За словами аргентинського економіста Себастьяна Галіані, державна компанія OSN інвестувала лише 25 мільйонів доларів США на рік між 1983 та 1993 роками, тоді як приватний концесіонер Aguas Argentinas збільшив інвестиції приблизно до 200 мільйонів доларів США на рік між 1993 та 2000 роками. За даними приватного концесіонера Suez, протягом 13 років концесії він розширив доступ до води для 2 мільйонів людей і доступ до каналізації для 1 мільйона людей, незважаючи на економічну кризу. У липні 2010 року Міжнародний центр з вирішення інвестиційних суперечок (ICSID) постановив, що уряд Аргентини несправедливо відмовив приватним концесіонерам підвищити тарифи протягом періоду після девальвації аргентинського песо в 2001 році, і що приватні компанії мають право на збитки. Приватні компанії оголосили, що вимагатимуть відшкодування 1,2 мільярда доларів США.

### Кочабамба, Болівія

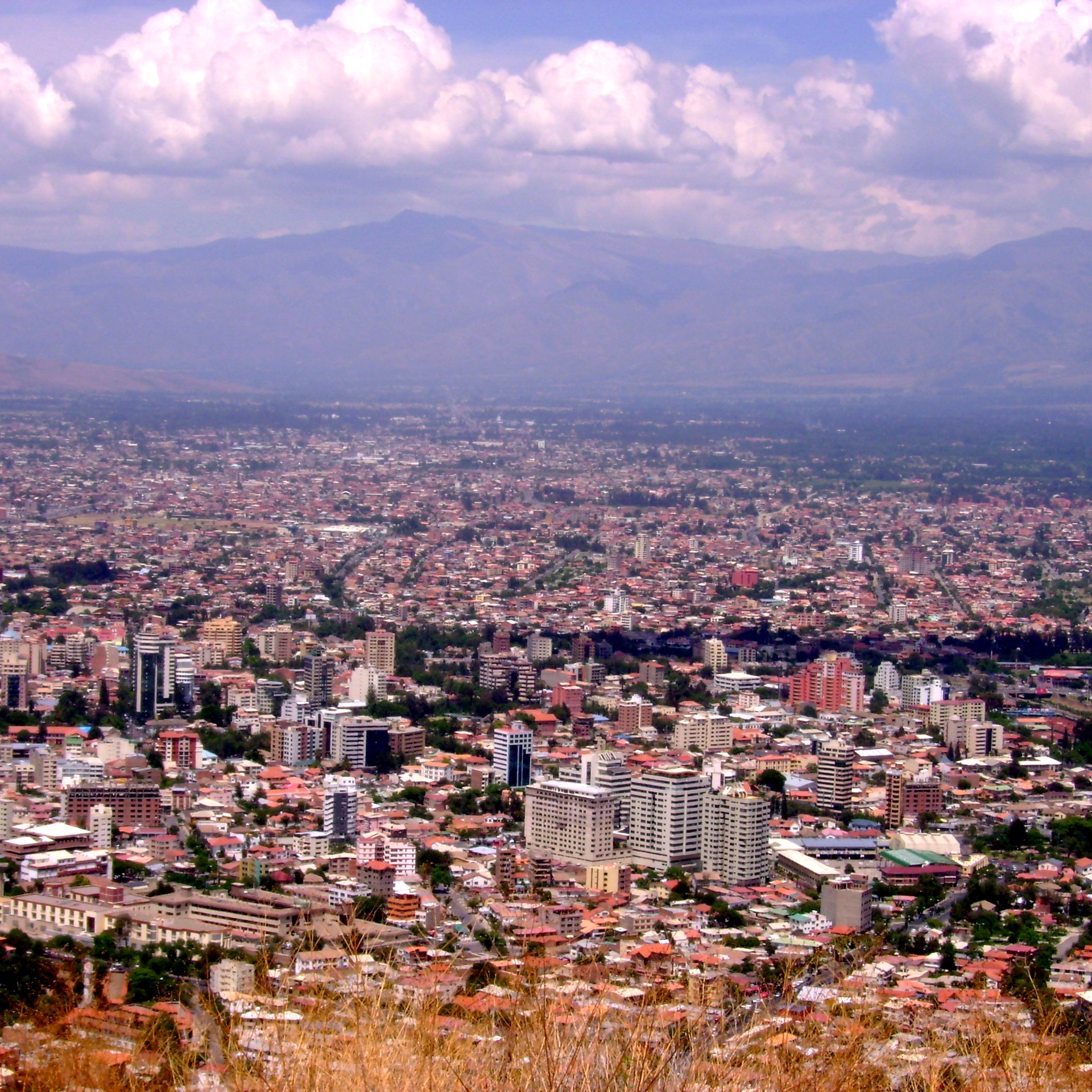
Кочабамба була ареною бурхливих протестів проти приватизації води у 2000 році.

У середині 1990-х років уряд Болівії під тиском Світового банку вирішив приватизувати водопостачання в третьому за величиною місті країни Кочабамба. У попередні роки, незважаючи на обтяжені кошти, виділені Світовим банком на підтримку комунального господарства Кочабамби, доступ до водопроводу в місті зменшився до 40 %. Втрати води залишалися високими — 40 %, а вода подавалась лише 4 години на добу. Ті, хто не був підключений до мережі, платили за воду приватним постачальникам у десять разів більше, ніж ті, хто був. Це контрастувало з ситуацією у другому за величиною місті Болівії Санта-Крус, де комунальне підприємство, що працює як кооператив, змогло збільшити доступ і покращити якість послуг за підтримки Світового банку. У Санта-Крус приватизація ніколи не розглядалася.
У 1997 році перша заявка на водну концесію в Кочабамбі була оголошена недійсною на прохання мера Кочабамби Манфреда Рейєса Вілли. Він хотів, щоб у концесію включили будівництво великої дамби Місікуні та трубопроводу від дамби до міста. Світовий банк виступив проти дамби як надто дорогої і згодом припинив свою участь у водопостачанні міста. Попри це, на думку громадськості, Світовий банк залишається нерозривно пов'язаним з приватизацією Кочабамби.
Уряд розпочав конкурс на концесію, цього разу включивши дамбу Місікуні. Лише одна компанія подала заявку, Aguas del Tunari, консорціум на чолі з Bechtel. Уряд прийняв пропозицію та підписав договір концесії. Консорціуму гарантували мінімум 15 % річного доходу. Паралельно був прийнятий закон, який, здавалося, надає Агуас дель Тунарі монополію на всі водні ресурси, включаючи воду, що використовується для зрошення, комунальні системи водопостачання та навіть дощову воду, що збирається на дахах. Після отримання контролю компанія підняла тарифи на воду на 35 %.
Демонстрації та загальний страйк спалахнули в січні 2000 року на знак протесту проти підвищення тарифів і передбачуваної приватизації водних ресурсів. Уряд заарештував лідера протестувальників Оскара Оліверу. Однак протести охопили всю країну, і в квітні уряд оголосив надзвичайний стан. Протести тривали, кілька людей були вбиті. У розпал заворушень співробітники Aguas del Tunari втекли з Кочабамби. Уряд нарешті звільнив Оскара Олівера та підписав з ним угоду про припинення концесії. Потім уряд повідомив Агуас дель Тунарі, що, покинувши Кочабамбу, вони відмовилися від концесії, і парламент скасував Закон 2029. Протести в Кочабамбі стали всесвітнім символом боротьби проти неолібералізму, а приватизація в Кочабамбі, ймовірно, як серед активістів проти глобалізації, так і для широкого загалу, є найвідомішим прикладом провалу приватизації води.
Компанія, наполягаючи на тому, що її вигнали, подала позов на 25 мільйонів доларів до Міжнародного центру з вирішення інвестиційних суперечок. Розгляд, який проходив за закритими дверима, завершився в 2006 році мировою угодою, згідно з якою Bechtel відмовився від позову. Завдяки фінансуванню Міжамериканського банку розвитку місто розширило свою водопровідну систему після заворушень. З усім тим під державним управлінням половина з 600 000 жителів Кочабамби залишаються без водопроводу, а ті, хто має його, продовжують отримувати послуги з перебоями. Оскар Олівера, провідний діяч протестів, визнав: «Я мушу сказати, що ми не були готові будувати нові альтернативи».

### Колумбія

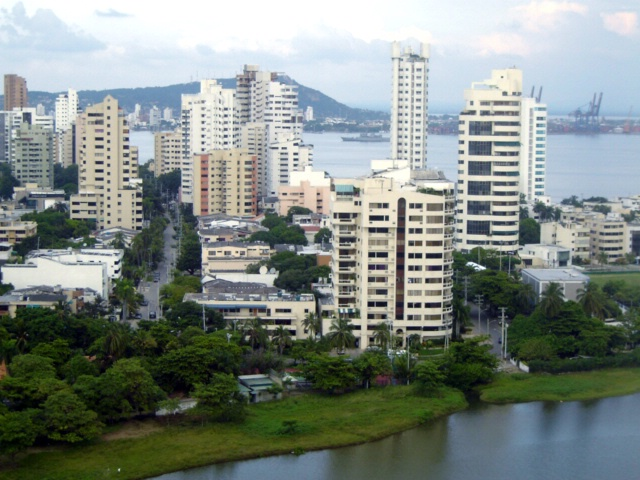
Картахена — одне з колумбійських міст, водопостачанням якого займається змішана державно-приватна компанія.

У період між 1996 і 2007 роками укладено державно-приватні партнерства для надання послуг водопостачання та каналізації в більш ніж 40 колумбійських містах, які обслуговують понад 20 % міського населення країни. Більшість контрактів уклали в муніципалітетах із сильно зруйнованою інфраструктурою, таких як Барранкілья та Картахена. Центральний уряд профінансував більшість інвестицій через гранти, таким чином зменшивши потребу у підвищенні тарифів. Приватизація водних ресурсів у Колумбії була здебільшого домашньою, адаптуючи моделі, що використовуються в інших країнах, до конкретних обставин і культури Колумбії. Модель, представлена в Іспанії, змішана компанія з більшим пакетом акцій муніципалітету та міноритарним пакетом акцій приватного оператора, була особливо успішною. Іноземні водопровідні компанії виграли деякі з перших контрактів, але швидко продали більшість своїх акцій колумбійським операторам. Значно збільшився доступ за приватними контрактами. Наприклад, у Картахені охоплення водопостачанням зросло з 74 відсотків до майже загального охоплення, тоді як охоплення каналізацією зросло з 62 відсотків до 79 відсотків між 1996 і 2006 роками. Півмільйона людей отримали доступ, і 60 відсотків нових з'єднань принесли користь сім'ям із найбіднішого квінтилю доходів. Щоб досягти універсального покриття, оператор широко використовував схеми масового постачання населення, які забезпечують безпечною водою численні незаконні поселення, які розширювалися на периферії міста. Однак немає переконливих доказів того, що доступ збільшувався швидше за приватними контрактами, ніж у випадку державних комунальних послуг. У Картахені тарифи суттєво знизилися, що свідчить про те, що оператор передав споживачам підвищення ефективності.

## Вплив приватизації
Докази щодо впливу приватизації води неоднозначні. Часто прихильники та противники приватизації води наголошують на тих прикладах, дослідженнях, методах та показниках, які підтверджують їх точку зору. Як і в будь-якому емпіричному дослідженні, на результати впливають використані методи. Наприклад, деякі дослідження просто порівнюють ситуацію до приватизації з ситуацією після приватизації. У більш складних дослідженнях намагаються порівняти зміни в приватних комунальних підприємствах зі змінами в державних комунальних підприємствах, які працювали в подібних умовах протягом того самого періоду. Друга група досліджень часто використовує економетричні методи. Результати також залежать від вибору індикатора, який використовується для вимірювання впливу: одним із загальних показників є збільшення доступу до водопостачання та каналізації. Іншими показниками є зміни тарифів, інвестиції, хвороби, що передаються водою, або показники якості послуг (наприклад, безперервність постачання або якість питної води) та ефективності (наприклад, втрати води або продуктивність праці).

### Вплив на доступ
Коли мова заходить про вплив на доступ до безпечної та чистої води, неминуче привертати увагу до державно-приватного партнерства та тарифів, оскільки вони є одним із головних факторів, що визначають здатність людини отримати доступ до води. У попередньому порівняльному дослідженні, проведеному Світовим банком, аналізується, як доступ, якість послуг, операційна ефективність і тарифи еволюціонували в рамках 65 державно-приватних партнерств для міських водопровідних підприємств у країнах, що розвиваються. За оцінками дослідження, «проекти ДПП забезпечили доступ до водопроводу для понад 24 мільйонів людей у країнах, що розвиваються, починаючи з 1990 року». Таким чином, ДПП відіграло ключову роль у покращенні якості послуг доступу до води.
Крім ДПП, тарифи також є ще одним важливим фактором, який безпосередньо впливає на доступ людини до безпечної та чистої води. У деяких країнах приватизація води може перешкоджати її доступності. Коли комерційні компанії інвестують у систему водопостачання, бажання окупити інвестиції може створити потужну систему розподілу. Вони підвищують тарифи, щоб отримати більше прибутку, що, як наслідок, зменшує доступність ресурсу для бідних домогосподарств, оскільки бідні не в змозі платити високі тарифи. Іншими словами, інвестиції спрямовані лише на покращення доступності в багатших районах, де люди можуть платити за тарифами. Таким чином, потреба водопровідної компанії отримувати достатню віддачу задовольняється шляхом постачання води лише тим, хто може платити. Однак в інших країнах, таких як Нігерія та Гана, де уряди не в змозі розподілити доступ до води для людей, приватизація води призвела до розширення послуг у районах з низьким рівнем доходу.

### Вплив на здоров'я
Одним із найефективніших вимірювань для аналізу ефективності приватизації води є рівень дитячої смертності, оскільки забруднена вода частіше зазнає негативного впливу на дітей. Історично приватизація води мала неоднозначний вплив на дитячу смертність і загальний стан здоров'я людей, які постраждали від неї. Дослідження впливу приватизації води на здоров'я виявило, що між 1991 і 1997 роками в Аргентині райони, де дитяча смертність перевищувала 26 %, після приватизації води впала до трохи менше як 8 %. Це сталося через те, що приватні водопровідні компанії дотримувалися більш суворих правил, ніж контрольовані державою. Разом з цим розвиток водної інфраструктури в бідних районах руками приватних компаній також позитивно вплинув на рівень дитячої смертності. Уряди схильні приватизувати водопровідні компанії, серед інших причин, щоб покращити якість води, що надається громадянам країни.
В Аргентині приватизація води не виконала багатьох обіцянок, на які очікували громадяни. Це і розширення каналізаційних підключень, і зниження ціни на воду, яка фактично зросла. Крім того, приватні водопровідні компанії в Аргентині потребували допомоги аргентинського уряду, щоб обійти регулюючі органи після того, як він звернувся до анулювання їх контракту через конфлікт інтересів. Варто також зазначити, що багато профспілок працівників були проти приватизації води, але уряд Аргентини здебільшого проігнорував їхні заклики.
Вплив приватизації води на кількість канцерогенних речовин, виявлених у воді, викликає широкі дискусії. У деяких випадках, наприклад у землі Північний Рейн-Вестфалія, Німеччина, громадські системи водопостачання, ймовірно, інвестують більше грошей у покращення якості води. Компанії водопостачання, які працюють на комерційній основі, можуть вважати надто дорогим впровадження систем для покращення якості води понад те, що вимагається законом. Таким чином, створюється більша загроза вмісту у воді шкідливих речовин, що викликають рак.

### Вплив на тарифи
Незважаючи на те, що вплив на тарифи не можна повністю зробити висновок, оскільки кожна країна має свою політику щодо тарифів, тарифи на воду, як правило, збільшуються під час приватизації. Наприклад, у Буенос-Айресі та Манілі тарифи спочатку знизилися, а потім зросли вище початкового рівня; у Кочабамбі чи Гаяні під час приватизації підвищили тарифи. Однак є деякі інші випадки, коли тарифи за приватизації води не збільшувалися в довгостроковій перспективі, як правило, в країнах Африки на південь від Сахари, де більшість інвестицій фінансується коштом допомоги на розвиток. Наприклад, тарифи залишалися стабільними в Сенегалі, тоді як у Габоні вони знизилися на 50 % за п'ять років (2001—2006) і на 30 % за десять років у Кот-д'Івуарі (1990—2000).
Крім того, початкові тарифи майже у всіх випадках були значно нижчими від рівня покриття витрат, іноді покриваючи лише частину вартості надання послуг. На величину підвищення тарифів впливає норма прибутку приватних операторів, а також значною мірою ефективність комунальних послуг з точки зору втрат води та продуктивності праці.
Проте, порівнюючи витрати на воду між приватним і державним управлінням у США, дослідження витрат на воду домогосподарств у містах під приватним і державним управлінням у США робить висновок, що «незалежно від того, чи належать системи водопостачання приватним фірмам чи урядам, в середньому просто не має велике значення».

### Вплив на ефективність
Згідно з дослідженням Світового банку в 2005 році, державно-приватне партнерство у водопостачанні найбільше покращувало ефективність роботи. Дослідження розглядає вплив приватного управління на ефективність водопостачання в багатьох країнах на багатьох континентах, включаючи Африку, Латинську Америку, Азію та Східну Європу. Більшість доказів дослідження свідчать про те, що «немає статистично значущої різниці між показниками ефективності державних і приватних операторів у цьому секторі». Крім того, огляд літератури за 2008 рік, проведений Азіатським банком розвитку, показує, що з 20 розглянутих досліджень лише три демонструють конкретні докази підвищення технічної ефективності або скорочення витрат за умов приватного управління. Таким чином, до 2005 року приватний оператор, принаймні, зробив опосередкований внесок у фінансування шляхом підвищення ефективності, що дало можливість комунальним підприємствам фінансувати інвестиції всередині країни замість того, щоб покладатися на додаткові борги.

### Рентабельність
Емпіричне дослідження 34 концесій у дев'яти країнах Латинської Америки протягом 1990-х років, у тому числі 10 водних концесій у 5 країнах (3 в Аргентині, 1 у Болівії, 1 у Бразилії, 3 у Чилі та 2 у Колумбії), оцінило прибутковість концесій. порівняно з вартістю капіталу приватних компаній. Згідно з дослідженням, всупереч громадській думці, фінансова віддача від приватних концесій інфраструктури була скромною. Середньорічна прибутковість застосованого капіталу становила 7 відсотків. Для ряду концесій доходи були нижчими від вартості капіталу. У середньому телекомунікаційні та енергетичні концесії виявилися набагато кращими, ніж водні концесії. Сім із 10 водних концесій мали негативну норму прибутку, а дві концесії мали прибутки, нижчі за вартість капіталу приватних компаній.

## Приватні водопровідні оператори
Приватні оператори водопостачання мають дуже різні форми: від транснаціональних корпорацій до малих підприємств. За даними Pinsent Masons Water Yearbook 2010–11, 909 мільйонів людей (13 % населення світу) обслуговувалися приватними операторами. Найбільшими приватними водопровідними компаніями є:
- французька фірма Veolia Environnement (Vivendi), яка обслуговує 125,4 мільйона в 2011 році;
- французька компанія Suez, яка обслуговувала 124,3 мільйона людей у 2011 році за допомогою своєї американської дочірньої компанії United Water та іспанської дочірньої компанії Aguas de Barcelona;
- іспанська фірма Fomento de Construcciones Y Contratas SA (FCC), яка обслуговує 28,2 мільйона людей у 2011 році;
- німецька фірма RWE, яка обслуговує 18,3 мільйона людей у 2011 році;
- італійська фірма ACEA, яка обслуговує 18 мільйонів людей у 2011 році;
- британська фірма Thames Water, яка опосередковано належить Macquarie Group, австралійському інвестиційному банку;
- французька фірма SAUR, яка обслуговує 12,4 млн у 2011 році; і
- американська фірма American Water, яка обслуговує 16,8 мільйона у 2011 році.

Внутрішні оператори водопостачання мають сильну присутність у Бразилії, Колумбії, Китаї, Малайзії та на Філіппінах.
Державні водопровідні компанії також іноді беруть участь у тендерах на приватні водні контракти. Наприклад, марокканське державне підприємство водопостачання ONEP виграло тендер у Камеруні, а голландська державна водопровідна компанія Vitens виграла контракт на управління в Гані.

## Подальше читання
- Balanyá, Belén, Brid Brennan, Olivier Hoedeman, Satoko Kishimoto and Philipp Terhorst (eds): Reclaiming Public Water: Achievements, Struggles and Visions from Around the World, Transnational Institute and Corporate Europe Observatory, January 2005. ISBN 90-71007-10-3.
- Schiffler, Manuel: Water, Politics and Money. A Reality Check on Privatization, Springer International Publishing, 2015. ISBN 978-3-319-16690-2.
- Segerfeldt, Fredrik: Water for sale: how business and the market can resolve the world's water crisis, Presentation at the Amigo Society, Brussels, 30 May 2006.
- Sjölander Holland, Ann-Christin:The Water Business: Corporations versus People, Zed Books, 2005, ISBN 1-84277-564-2.
- Kleemeier, Elizabeth L. Private Operators and Rural Water Supplies: A Desk Review of Experience The World Bank, Nov. 2010.
- Marin, Philippe Public-Private Partnerships for Urban Water Utilities: A Review of Experiences in Developing Countries The World Bank, Feb. 2009, ISBN 978-0-8213-7956-1.